# Bomarea salicifolia
Bomarea salicifolia är en alströmeriaväxtart som beskrevs av Ellsworth Paine Killip. Bomarea salicifolia ingår i släktet Bomarea och familjen alströmeriaväxter. Inga underarter finns listade i Catalogue of Life.